# Primrose (Anglia)
Primrose – osada w Anglii, w Tyne and Wear, w dystrykcie metropolitalnym South Tyneside. W 2011 miejscowość liczyła 8001 mieszkańców.